# MEAN

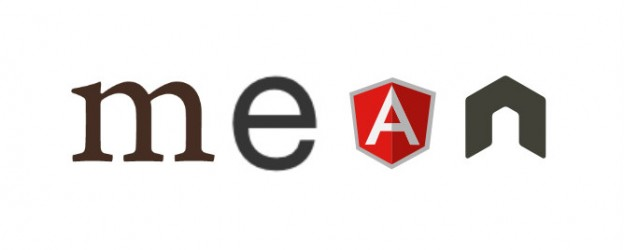
用于表示MEAN软件套装的常用徽标。

MEAN 是用于开发动态网站和网络应用的一套JavaScript软件套装。它是自由及开放源代码软件。因为MEAN套装的所有模块都支持JavaScript语言，MEAN应用就可以用只用一种语言来编写服务器端和客户端。MEAN套装由 MongoDB, Express.js, Angular和Node.js四个组件组成。MEAN的名字是由四个组件首字母组成。

## 组件
MEAN的四个组件:
- MongoDB：一种NoSQL 数据库；
- Express.js：一Web应用程序框架；
- Angular.js：一个使用JavaScript的 MVC 框架的Web应用程序；
- Node.js：可伸缩的服务器端和网络应用软件平台。

## 變體
其他還有一些衍生的變體，像是MERN（以React.js替代Angular.js），MEVN（以Vue.js替代Angular.js），MEEN（将Angular.js换成Ember.js），MEN（不使用任何JavaScript框架）。